# Жарков, Геннадий Петрович
Генна́дий Петро́вич Жарко́в (8 декабря 1926 — 29 июня 2002) — гвардии старшина, участник Великой Отечественной войны, полный кавалер ордена Славы.

## Биография
Родился 8 декабря 1926 года в деревне Деся́тово в крестьянской семье на территории Обь-Шегарского междуречья. Русский.
Окончил 7 классов — получил неполное среднее образование. Когда началась Великая Отечественная война Геннадию исполнилось 15 лет, он наравне со взрослыми трудился в колхозе. В 1943 году, в 17 лет, активно просился добровольцем в действующую армию. Был призван Шегарским райвоенкоматом Новосибирской области и направлен в одну из учебных частей близ Томска на курсы полковой школы разведчиков.
В действующей армии, на передовой фронта — с ноября 1944. В составе гвардейской части 3-го Украинского фронта. Участник освобождения Украины, воевал на Карпатах и в австрийских Альпах.
После Победы продолжал служить в армии до 1954 года, демобилизован в звании старшины. Сначала жил в городе Апатиты Мурманской области, работал машинистом экскаватора. В 1960-х жил и трудился в городе Рыбинске Ярославской области. Позднее работал автослесарем на заводе «Сельмаш» в городе Белая Церковь Киевской области Украинской ССР.
Член ВЛКСМ.

### Подвиги
- Заместитель командира пулемётного отделения 350-го гвардейского стрелкового полка (114-я гвардейская стрелковая дивизия, 3-й Украинский фронт) гвардии младший сержант Г. Жарков 12.04.1945 с группой бойцов в районе населенного пункта Загендорф (18 км западнее города Вена, Австрия) противотанковыми гранатами поразил 2 расчёта ПТР, а затем, в штыковом бою, лично уничтожил 3 вражеских солдат. Приказом от 22.04.1945 награждён орденом Славы III-й степени.
- Командир пулемётного отделения Геннадий Жарков 21-22 апреля 1945 в бою за населенный пункт Хайнфельд (40 км юго-западнее города Вена, Австрия) выдвинулся с подчиненными к боевым порядкам противника, из пулемёта истребил расчёт противотанковой пушки, подбил гранатой вражеский БТР. Приказом по дивизии от 17.05.1945 награждён орденом Славы III-й степени. Впоследствии, в соответствии со статусом ордена, Указом Президиума Верховного Совета СССР от 19 августа 1955 года, в порядке перенаграждения, Жаркову Геннадию Петровичу был заменён второй орден Славы III-й степени на орден Славы II-й степени.
- 26.04.1945 гвардии сержант Г. П. Жарков у населённого пункта Рамзау (40 км юго-западнее города Вена, Австрия) во главе отделения, находясь в ночной разведке, проник в траншею противника. В завязавшемся рукопашном бою лично сразил 4 вражеских солдат и вместе с бойцами пленил ещё 12 гитлеровцев. Приказом по дивизии от 25.05.1945 награждён орденом Славы III-й степени. Впоследствии, в соответствии со статусом ордена, Указом Президиума Верховного Совета СССР от 19 августа 1955 года, в порядке перенаграждения, Жаркову Геннадию Петровичу был заменён третий орден Славы III-й степени на орден Славы I-й степени.

Получив в боях 3 звезды солдатской Славы, Геннадий Петрович Жарков стал полным кавалером Ордена.

## Награды
- 3 ордена Славы: III-й степени (22.04.1945), III-й степени (17.05.1945), III-й степени (25.05.1945); перенаграждён (замена орденов от 17.05.1945 и 25.05.1945) на ордена II-й и I-й степени (указ от 19.08.1955).
- Орден Отечественной войны I-й степени.
- Медаль «За победу над Германией в Великой Отечественной войне 1941-1945 гг.».
- Медаль «За взятие Вены».
- медали СССР.

## Память
- Имя Геннадия Петровича Жаркова представлено на Памятной стеле томиче́й-героев на аллее Боевой славы томиче́й в Лагерном саду города Томска.